# U-282
U-282 — средняя немецкая подводная лодка типа VIIC времён Второй мировой войны.

## История
Заказ на постройку субмарины был отдан 5 июня 1941 года. Лодка была заложена 2 июня 1942 года на верфи Бремен-Вулкан под строительным номером 47, спущена на воду 3 февраля 1943 года. Лодка вошла в строй 13 марта 1943 года под командованием оберлейтенанта Рудольфа Мюллера.

### Флотилии
- 13 марта 1943 года — 30 сентября 1943 года — 8-я флотилия (учебная)
- 1 октября 1943 года — 29 октября 1943 года — 9-я флотилия

### История службы
Лодка совершила один боевой поход, успехов не достигла.
Потоплена 29 октября 1943 года к юго-востоку от Гренландии, в районе с координатами 55°28′ с. ш. 31°57′ з. д. глубинными бомбами с британских эсминцев HMS Vidette и HMS Duncan и британского корвета HMS Sunflower. 48 погибших (весь экипаж).